# 린지 코커
린지 코커(Linzey Cocker, 1987년 5월 19일 ~ )는 잉글랜드의 배우이다.

## 출연 작품
- 에너미스 클로저 (2013)
- 리빙 (2012)
- 더 굿 노스 (2010)
- 4.3.2.1 (2010)
- 셀비지 (2009)
- 이즈 애니바디 데어? (2008)
- 와일드 차일드 (2008)